# Panschen
Panschen (vgl. französisch panacher: etwas mischen) ist die umgangssprachliche Bezeichnung für das Vermengen eines Stoffes mit einem oder mehreren minderwertigeren Stoffen. Der juristische Fachbegriff ist allgemein Verfälschung, speziell bei Lebensmitteln spricht man von Lebensmittelverfälschung.
In der Regel steckt dahinter die betrügerische Absicht, einen höheren Gewinn aus dem Verkauf des Produkts zu erzielen. Das Panschen wurde als Verfälschung bereits im Mittelalter beschrieben und teilweise drakonisch bestraft.

## Wein

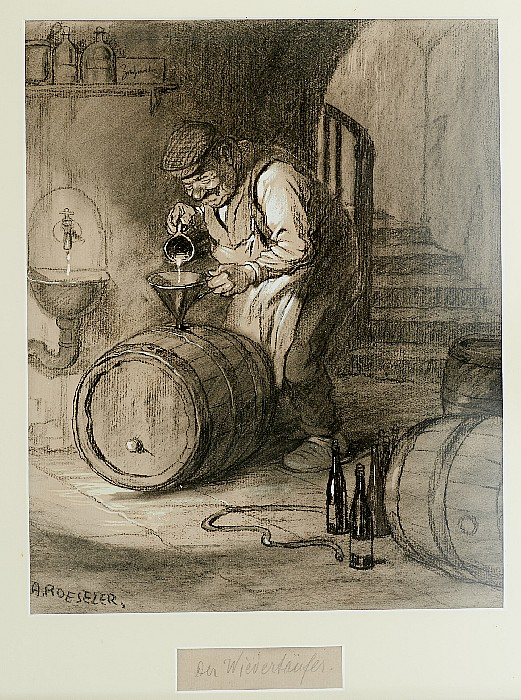
August Roeseler: Auch ein Wiedertäufer, in: Fliegende Blätter, 1921

Im Weinbau bezeichnet man die unerlaubte Zufuhr von Zugaben wie Zucker, Wasser (verwässern) oder anderen Stoffen, die die Menge vergrößern, eine höhere Qualität vortäuschen sollen oder gesundheitsschädlich sind, umgangssprachlich als panschen bzw. fachsprachlich als verfälschen.
Entgegen dem Volksmund bedeutet Panschen aber nicht schon das bloße Vermischen von Weinen unterschiedlicher Herkunft oder Jahrgänge, was in der Fachsprache „verschneiden“ (Verschnitt) genannt wird.
Große Aufmerksamkeit erregte 1985 der Glykolwein-Skandal, als einige österreichische Winzer rechtswidrig ihren Weinen graduell gesundheitsschädigendes Diethylenglycol zusetzten, um das Aufzuckern minderwertigen Mostes zu verschleiern.
Der Begriff findet auch in anderen Bereichen Verwendung, hauptsächlich beschränkt er sich aber auf den Umgang mit Wein. Unter anderem wird Panschen auch noch bei anderen Lebensmitteln oder Chemikalien verwendet. Im Jahr 2008 wurde entdeckt, dass italienische Weinbauern mehrere Rebsorten gemischt haben, um dem „Brunello di Montalcino“ eine andere Geschmacksnote zu verleihen. Auch wurde entdeckt, dass rund 70 Millionen Litern Billigwein krebserregende Substanzen wie künstliche Düngemittel sowie Salzsäure beigefügt wurden.

## Milch
Auch Milch wurde früher von den Vermarktern durch das Hinzufügen von Wasser „gestreckt“. Als Gegenmaßnahme untersuchten Lebensmittelkontrolleure die Dichte der Milch mit Hilfe einer Tauchspindel (Aräometer), worauf die Verkäufer auf die Beimengung von Stärke zur verwässerten Milch auswichen, um die Dichte der Flüssigkeit wieder zu erhöhen. Dem traten die Lebensmittelkontrolleure wiederum entgegen, indem sie eine Iodprobe zum Stärkenachweis durchführten.
In China wurde 2008 von Molkereien und Babynahrungsherstellern dem Milchpulver Melamin zugesetzt, um die illegale Streckung von Milchpulver durch bislang noch unbekannte Stoffe zu verdecken. Dieses Verfahren ließ den Stickstoffgehalt als normal erscheinen.

## Schnaps
Auf gepanschten Refino, eine Art Agavenschnaps, der wegen eines Alkoholverkaufsverbots während der COVID-19-Pandemie heimlich gehandelt wurde, wurden 31 Tote nach Konsum bei Muttertagsfesten am 10. Mai 2020 in den mexikanischen Bundesstaaten Puebla und Morelos zurückgeführt.
Der in Kenia in Slums übliche  Changaa ist ausschließlich in gepantscher Form erhältlich.